# Спецагент Арчер
«Спецагент Арчер», известный как «Арчер» (англ. Archer) — американский телевизионный мультсериал для взрослых, созданный Адамом Ридом, производства студии 70/30 Productions специально для телеканала FX в 2009 году. Премьера первого сезона состоялась 17 сентября 2009 года. Сериал повествует о деятельности частного шпионского агентства. Рейтинг мультсериала по версии Американской киноассоциации — TV-MA.
С 5-го сезона в связи со сменой стилистики сериал стал выходить под названием «Порочный Арчер» (англ. Archer Vice). Формат сериала отходит от описания шпионских операций времен холодной войны и переходит к рассказу о преступной жизни героев, пытающихся продать буквальную, не фигуральную, тонну кокаина. В 6-м сезоне сериал снова временно переходит в привычный формат работы шпионов, но в 7-м сезоне формат снова меняется — на детективное агентство. Показ 8-го сезона состоялся в апреле 2017 года, а 9-го сезона — 25 апреля 2018 года. 10 сезон (Archer: 1999) демонстрировался с 29 мая по 31 июля 2019 года.
20 июля 2019 года канал FX продлил Archer на одиннадцатый сезон. Премьера должна была состояться 6 мая 2020 года: в этот день ожидался показ сразу два первых эпизода сезона из восьми. На сей раз действие сериала происходит в старом формате/сеттинге после выхода Арчера из комы, в которой он пребывал последние три года (концовка 10 сезона). Однако в апреле 2020 года было объявлено, что из-за пандемии COVID-19 премьера переносится, но состоится в этом же году. В конце июля канал сообщил, что премьера нового сезона состоится 16 сентября 2020 года. В итоге 11 сезон стартовал 16 сентября сразу двумя сериями (из восьми) и завершился 28 октября 2020 года.
21 октября 2020 в FX сообщили о продлении сериала на двенадцатый сезон. По словам президента FX Entertainment Ника Грэда, новый сезон увидит свет в 2021 году. 25 марта 2021 года стало известно о смерти озвучивавшей одну из главных героинь сериала Мэлори Арчер актрисы Джессики Уолтер (во время кастинга она была приглашена в проект самой первой). В начале лета 2021 года было объявлено, что премьера нового сезона состоится 25 августа. Основная интрига сезона — борьба Арчера и его команды против международного конгломерата шпионов. Джессика Уолтер, которая скончалась до выхода сезона, успела завершить все аудиозаписи своей роли.
В итоге 12-й сезон стартовал, в соответствии с анонсами, 25 августа 2021 года, причем сразу двумя эпизодами: «Кризис личности» («Identity Crisis») и «Заниженный» («Lowjacked»). Сезон состоит из 8 эпизодов и завершился 6 октября. В сентябре FX сообщила о продлении сериала, 13-й сезон которого был анонсирован на 2022 год. Премьера нового сезона состоялась 24 августа 2022 года.
30 августа 2023 года состоялась премьера 14 сезона сериала. Объявлено, что он станет заключительным.
В России сериал начали показывать на канале 2×2 осенью 2010 года.

## Идея и развитие
Идея «Арчера» Адаму Риду пришла в кафе в городе Саламанке, в Испании. Увидев за соседним столиком красивую женщину, и стесняясь заговорить с ней, Рид придумал образ шпиона, у которого «всегда была бы готова идеальная фраза». Идею телевизионного шоу Рид оформил во время путешествия по Via de La Plata в 2008 году.
Он предложил идею телеканалу FX, который принял её и заказал шесть эпизодов, а также сценарии для еще четырех.
29 марта 2011 г. FX Network продлила сериал на 3-й 13-серийный сезон.
23 февраля 2012 г. FX Network продлила сериал на 4-й 13-серийный сезон.
27 февраля 2013 г. FX Network продлила сериал на 5-й 13-серийный сезон.
6 марта 2014 г. FX Network продлила сериал на 6-й 13-серийный сезон, а также на 7-й сезон, который изначально должен был состоять из 13 серий, но позже стал 10-серийным сезоном.
21 июня 2016 г. FX Network продлила сериал на ещё три 8-серийных сезона: 8-й, 9-й и 10-й.
30 сентября 2016 года Адам Рид заявил, что 10-й сезон будет последним (спустя три года это решение было пересмотрено).

## Сюжет
Международная Секретная Разведывательная Служба (англ. International Secret Intelligence Service (ISIS)) является лишь поводом для матёрых шпионов посоревноваться между собой во лжи, предательстве и заговорах.
В центре внимания оказывается Стерлинг Арчер — молодой легкомысленный бабник, хам и врун, получивший звание спецагента только потому, что его мать, Мэлори Арчер — глава ISIS. Ему приходится сотрудничать с бухгалтером Сирилом Фиггисом, бывшей девушкой Арчера, агентом Ланой Кейн, психически больной секретаршей Кэрол, и кадровиком Пэм, которая постоянно сплетничает и не умеет держать язык за зубами.
С 5 сезона сюжет кардинально меняется. ISIS больше нет, а все сотрудники, включая и Мэлори Арчер, брошены на произвол судьбы. Но это лишь означает, что пришло время сменить профиль деятельности. Теперь они не международная разведслужба, а Арчер не самый опасный шпион в мире. Отныне они международная преступная организация, а Арчер самый опасный в мире преступник, известный как Порочный или Аморальный Арчер. Их новая штаб-квартира располагается в особняке Шерил Тант.
В 6 сезоне герои возвращаются в привычный офис и продолжают заниматься выполнением опасных операций.
В 7 сезоне после ряда неудач, открывают в Лос-Анджелесе своё частное детективное агентство, продолжая выполнять опасные задания.
Сюжет 8 сезона является сном Арчера во время комы, а местом действия стал Лос-Анджелес 1940-х годов.
В 9 сезоне Арчер по-прежнему находится в коме. Действия происходят на острове, таящем в себе много опасностей, с которыми приходится столкнуться Арчеру и его друзьям.
10 сезон Арчер также встречает в коме. На сей раз, в его сновидениях, он оказывается капитаном космического корабля Seamus salvage (время действия — 1999 год). В самом конце сезона выходит из комы, в которой, как выясняется, пробыл три года.

## Главные герои
- Стерлинг Мэлори Арчер (Х. Джон Бенжамин) — спецагент ISIS. Кодовое имя — «Герцогиня» (в честь любимой собаки его матери). Беспринципный шовинист, отчасти маменькин сынок. Любит проституток и выпивку, часто пьет прямо на работе. Попал в агентство благодаря маме-начальнице, однако отбивается от материнских рук, продолжая разгильдяйствовать. В сериале не раз упоминается, что Арчер является самым опасным спецагентом в мире, что, как ни странно, действительно оказывается так, несмотря на его разгильдяйство и пьянство. Обожает фильмы с Бертом Рейнольдсом, в частности «Белая молния» и «Гатор». Очень любит кошек. Три самых больших страха: аллигаторы, крокодилы и аневризма мозга. Также часто впадает в панику, думая, что его будут насиловать при захвате в плен. Имеет сына от проститутки (на самом деле это сын Сирила), за которого платит алименты. (Думая что Шеймус его сын, решил подменить свою кровь для теста на отцовство на кровь Сирила). Также имеет дочь Эбиджен Мелари Арчер-Кейн (Эй Джи) от Ланы Кейн (сам того поначалу не зная, стал донором спермы), которую воспитывает вместе с Ланой вплоть до впадения в кому. Был болен раком груди, но успешно победил его. Был влюблен в бывшего агента КГБ Екатерину Казанову, которая была убита в день их свадьбы агентом Барри, но не смог встречаться с Катей-киборгом, сделанным Кригером.
- Мэлори Арчер (Джессика Уолтер) — мать Арчера, деловая женщина, постоянно ругает сына и читает ему лекции. Абсолютная эгоистка, не считается с чужим мнением, платит всем своим работникам копейки. Дорожит своей работой, однако скрывает свою тайную страсть: она встречалась с полковником КГБ, который внедрил в её агентство «крота». До сих пор сохраняет связь с ним, занимаясь сексом по телефону. Яков не единственный её сексуальный партнер, и конкуренты периодически шантажируют Мэлори записями её сексуальных похождений. Часто выпивает на рабочем месте, как и её сын. Не знает точно, кто является настоящим отцом Арчера. В последних сезонах замужем, но это не мешает ей искать запасные варианты. Купила второе имя своей внучки (Мелари) за $22,5 тыс. В связи со смертью актрисы озвучивающей Мэлори Арчер, 12 сезон сериала был последним в котором она присутствовала.[27]
- Лана Кейн (Айша Тайлер) — спецагент ISIS. Сексапильна, невероятно крута характером, бывшая девушка Арчера. Рассталась с Арчером за полгода до начала действия сериала, встречалась с Сирилом. Открыто ненавидит Арчера и проклинает его мать, однако в действительности по-прежнему испытывает к Арчеру чувства, хоть и всегда отрицает это. В частности, из-за отношения Арчера к матери она бросила его. До работы в агентстве была хиппи и носила афро. В третьей серии третьего сезона Арчер шокирует Лану признанием, что считает её своим единственным настоящим другом. В последней серии четвёртого сезона выясняется, что Лана беременна (искусственное осеменение), и Арчер жертвует собой ради неё. Попав в смертельную ловушку Арчер признаётся Лане в любви.
- Рей Жиллет (Адам Рид) — оперативный агент ISIS. Хороший сапер. Имеет приятельские отношения с Ланой. Открытый гей. Однако в заключительной серии 1 сезона, когда Лана предлагает всем заняться с ней сексом и Сирил удивляется, увидев его в очереди, Жиллет говорит что «Невозможно быть настолько геем». Бронзовый призёр Олимпийских Игр по слалому. Ранее был в течение двух лет женат на лесбиянке с которой познакомился в группе «Библия против гомосексуалистов». В заключительной серии второго сезона признается что он — со скандалом выгнанный священник, который, тем не менее, может сочетать браком. По вине Арчера неоднократно был парализован, сначала ноги, а потом и одна рука заменены бионическими имплантатами Кригера.
- Сирил Фиггис (Крис Парнелл) — добродушный, умный и перспективный бухгалтер ISIS. Арчер постоянно издевается над ним, но Сирил всегда всё ему прощает. Типичный ботаник в очках, но встречался с Ланой, после того как та бросила Арчера. Когда встречался с Ланой безумно ревновал её ко всем и старался контролировать её каждый шаг. Видимо не выдержав нервного напряжения, в какой-то момент сорвался и сам стал изменять Лане со всеми подряд, из-за чего она его впоследствии бросает. Во втором сезоне проститутка Тринет родила от него сына по имени Шеймус, которого считают ребёнком Арчера. Как выяснилось в пятом сезоне — неплохой стратег.
- Пэм (Эмбер Нэш) — психолог, толстушка, болтунья и сплетница. На самом деле не отличается выдающимися знаниями психологии. Очень любит сплетничать, любая тайна услышанная ею мгновенно становится известной всему агентству. Арчер обзывает её «жирной коровой» и говорит про её длинный язык. На одном из её курсов психотерапии Арчер жестоко избил её куклой-дельфином. Для того, чтобы оплатить обучение в колледже, участвовала в «боях без правил». В третьем сезоне выясняется, что она так же участвовала в нелегальных уличных гонках.
- Шерил/Кэрол/Кристал/Карина/Шерлин Тант (Джуди Грир) — сексуально озабоченная секретарша. Садомазохистка, сильно возбуждается когда её бьют, душат и унижают во время секса. Страдает массой психических отклонений, включая клаустрофобию, амнезию и шизофрению. Несмотря на это, легко понимает мотивы и мысли других людей, чем часто шокирует окружающих. В душе осталась ребёнком, постоянно плачет, когда её оскорбляют. Не переносит лактозу и пенициллин. Постоянно называет себя разными именами то Кэрол, то Шерил, то Кристал, то Карина. При этом имена она выбирает всегда такие, которые начинаются с английской буквы «C». Во втором сезоне выясняется, что она имеет огромное состояние, доставшееся ей в наследство. В пятом сезоне решает стать кантри-певицей.
- Кригер (Лаки Йэтс) — эксцентричный технический исследователь ISIS. Постоянно проводит аморальные эксперименты, балуется наркотиками, в основном ЛСД. Доктором медицины не является, как и никаким другим доктором тоже. Пытается вырастить собственных клонов в лаборатории. Был любовником Кэрол, создал робота-душителя, чтобы душить её во время секса. Так же у него есть виртуальная невеста, называющая его «Кригера-сан». Она настолько реальна, что Штат Нью-Йорк согласился зарегистрировать их брак. По национальности — немец. После войны перебрался в Бразилию, чтобы, как он сам говорит: «продолжить сражаться за фюрера». Во втором сезоне выяснилось что он является клоном Адольфа Гитлера.
- Вудхауз (Джордж Ко[англ.]) — престарелый слуга семьи Арчеров. Был первоначально слугой Мэлори, потом Мэлори «отдала его» Стерлингу. Сам Стерлинг (Арчер) постоянно издевается над ним, потешается, ругает его и делает его «приманкой» в своих опасных делах. Сам Вудхауз любит своих хозяев, по характеру он очень добрый, скромный и отзывчивый. Во время первой мировой служил ординарцем капитана ВВС (в которого был влюблен). После его гибели сошёл с ума и пробравшись в немецкие окопы устроил там резню, убив и скальпировав 50 немецких солдат одним ножом. Затем странствовал на торговой шхуне на Востоке, а после осел в Танжере, где держал бар, в котором Мэлори родила Арчера. Пуповину перерезал сам Вудхауз. В дальнейшем Мэлори переманила его к себе. Как ни странно, прекрасно владеет оружием, особенно обрезами двустволки, которые у него часто одалживает Арчер. Сидит на героине. Из-за смерти актёра, что озвучивал Вудхауза, он пропал после 5 сезона сериала[28].
- Джейн — горничная ISIS, глуповатая и непутёвая. Больна раком груди.
- Николай Яков — Глава КГБ, имел сексуальные связи с Мелори Арчер, возможно являлся биологическим отцом её сына Стерлинга (Скорее он им и является, потому что в сериале на это сделан большой акцент и он был показан больше в сериале, чем остальные претенденты). Переметнулся на сторону ISIS после узурпации Барри власти в КГБ. Был зверски убит Барри на конспиративной квартире ISIS.
- Барри — агент ОДИН. В отличие от Арчера является грамотным профессионалом, однако Арчеру удается вечно портить ему жизнь. По вине Арчера у него изувечены рука и нога, которые держатся только благодаря заменяющим кости штырям. Когда Арчер ушёл из агентства матери и пытался устроиться в ОДИН он переспал с невестой Барри, разрушив их отношения. Любая встреча с Арчером приводит к унижениям и тяжелым травмам, вследствие чего у Барри развилось психическое расстройство выраженное раздвоением личности (Находясь в одиночестве постоянно общается со «Вторым Барри»). Во время одной из операций занимался сексом с Ланой. Теперь его идея фикс — отомстить Арчеру и переспать с Ланой у него на глазах. В конце второго сезона был нанят Мэлори чтобы спасти Арчера из застенков Лубянки. В результате снова по вине Арчера был тяжело изувечен и захвачен в плен. Генерал Яков приказал сделать из него кибернетического суперсолдата. В третьем сезоне становится новым шефом КГБ и убивает Якова, бежавшего в США. Уводит у Арчера его невесту Катерину Казанову, так же ставшую биороботом. В конце сезона Арчер запирает Барри на космической станции. В шестом сезоне был расстрелян и сожжён Арчером и Пэм, однако, несмотря на повреждения, остался жив. В сновидениях Арчера во время его комы появляется вплоть до последней серии десятого сезона.
- Катерина Казанова — агент КГБ. Влюбилась в Арчера ещё во время обучения в разведшколе, когда будущих агентов знакомили с данными врагов СССР. Встретилась с Арчером во время его пребывания в России и вместе с ним бежала из страны. Хотела выйти замуж за Арчера по обоюдному согласию, но была убита Барри. Позже воскрешена Кригером в качестве биоробота. Хотела выйти замуж за Арчера повторно, но после прихода Барри на церемонию и боевого контакта с ним решила, что им, как сходным по строению биороботам, нужно быть вместе. В пятом сезоне ушла от Барри к его заместителю.

## Интересные факты
- Персонажи отчасти «срисованы» с актёров, которые их озвучивают (к примеру, с Адама Рида и Мэтта Томпсона.[29]
- Своё имя дворецкий Вудхауз получил в честь английского писателя Пелема Грендвилла Вудхауза, известного, прежде всего, циклом романов о Дживсе и Вустере. Профиль персонажа очень похож на Пелема Вудхауза[30].
- Оцелот Шерил носит такое же имя, как оцелот Сальвадора Дали — Бабу (Babou)[31][неавторитетный источник].
- У Арчера есть три главных страха в жизни: аллигаторы, крокодилы и аневризма сосудов головного мозга[32][неавторитетный источник].